# Бледнолицый земляной голубь
Бледнолицый земляной голубь (лат. Zentrygon linearis) — вид птиц из семейства голубиных. Ранее его относили к роду Geotrygon. Иногда рассматривался конспецифичным с Zentrygon albifacies и Zentrygon chiriquensis.

## Распространение
Обитают в Колумбии, Венесуэле, Тринидаде и Тобаго. Живут в тропических лесах до высоты в 2500 м.

## Описание
Длина тела 27—29 см, вес 230—284 г. Лоб розоватого цвета, переходящего в пурпурно-коричневый на короне. Полоса бледно-серого цвета простирается от заднего края глаза до задней поверхности шеи.

## Биология
Питаются семенами.
МСОП присвоил виду охранный статус LC.